# That’s What I Want
A That’s What I Want (stilizálva: THATS WHAT I WANT) Lil Nas X amerikai rapper dala, amely a negyedik kislemezként jelent meg Montero című albumáról, 2021. szeptember 17-én, a Columbia Records kiadón keresztül. A dal szerzői Lil Nas X, Keegan Bach, Omer Fedi, Blake Slatkin, és Ryan Tedder voltak, míg az utóbbi három és KBeazy végzett rajta produceri munkát. A kislemez videóklipje ugyanazon a napon jelent meg.

## Háttér
Lil Nas X a dal egy részletét először 2021 februárjában mutatta meg, TikTokon. Hasonlóan 2021. május 28-án is több videóban lehetett hallani. A INDUSTRY BABY WITHOUT MUSIC videó végén, a stáblista alatt is ez játszódott, amely augusztus 11-én jelent meg. Lil Nas X ezt követően szerepelt egy Taco Bell reklámban, amelyben megjelent a dal is. A hirdetések megjelenését követően a rapper ismét megosztott egy részletet, 2021. augusztus 25-én, a Montero album bejelentésének dátumán. Másnap a számlista nyilvános megosztása alatt is hallható volt egy pár másodperces részlet.
A dal videóklipjét az album megjelenése előtti napon jelentette be és másnap adták ki.

## Dalszöveg
A That’s What I Want dalszövegét tekintve egy szerelmes dal. A számon Lil Nas X arról énekel, hogy mennyire egyedül van és, hogy szüksége van egy férfira, valakire, aki szeretni fogja őt. A dalban leírja szerelmét: „az afro fekete fiú az arany fogakkal”, és felteszi a kérdést, hogy megvan e benne a „B vagy a G”, ezzel egy biszexuális vagy homoszexuális emberre utalva. Ezt követően a dal sokkal inkább az egyedüllétre kezd koncentrálni és bevallja, hogy valószínűleg lemarad dolgokról a magánya miatt. Beszél arról is, hogy meleg, fekete férfiként mennyire nehéz szerelmet találni a világban.

## Videóklip
Lil Nas X a kislemez videóklipjét az album megjelenése előtti napon jelentette be és másnap adták ki. A klipet STILLZ rendezte.
A videóklipben Lil Nas X látható, ahogy egy középiskolai amerikai futball csapatban játszik. Miután sérülést szenved, visszatér az öltözőbe, ahol csatlakozik hozzá egy csapattársa és csókolózni kezdenek, míg a mérkőzés folytatódik a pályán. Később a pár látható ahogy egy ágyban fekszenek, illetve Lil Nas X cowboy kinézete is visszatér a videóban. Ezt követően a rappert lehet látni, ahogy egy csokor virággal érkezik szerelme házába. Viszont az ajtót annak felesége és gyereke nyitja ki, így Nas sírva hagyja el a házat, autójában dühöngve. Később egy templomi esküvőn látható, ahol elkezd gitározni.

## Közreműködő előadók
A Genius adatai alapján.
- Lil Nas X – vokál, háttérének, dalszerző
- KBeazy – producer, dalszerző
- Blake Slatkin – producer, dalszerző, programozás, billentyűk, felvételi hangmérnök
- Ryan Tedder – producer, dalszerző, programozás, billentyűk, felvételi hangmérnök, háttérének
- Omer Fedi – producer, dalszerző, billentyűk, gitár, dobok, basszus, háttérének
- Randy Merrill – master
- Șerban Ghenea – keverés

## Slágerlisták
| Slágerlisták (2021)                    | Legmagasabb pozíció |
| -------------------------------------- | ------------------- |
| Ausztrália (ARIA)                      | 7                   |
| Ausztria (Ö3 Austria Top 40)           | 15                  |
| Belgium (Ultratop 50 Flanders)         | 14                  |
| Belgium (Ultratop 50 Wallonia)         | 50                  |
| Kanada (Canadian Hot 100)              | 5                   |
| Csehország (Singles Digitál Top 100)   | 12                  |
| Dánia (Tracklisten)                    | 8                   |
| Finnország (Suomen virallinen lista)   | 10                  |
| Franciaország (SNEP)                   | 39                  |
| Németország (Official German Charts)   | 18                  |
| Global 200 (Billboard)                 | 4                   |
| India (IMI)                            | 13                  |
| Írország (IRMA)                        | 3                   |
| Olaszország (FIMI)                     | 73                  |
| Japan Hot Overseas (Billboard)         | 7                   |
| Litvánia (AGATA)                       | 11                  |
| Hollandia (Single Top 100)             | 33                  |
| Új-Zéland (Recorded Music NZ)          | 6                   |
| Norvégia (VG-lista)                    | 7                   |
| Lengyelország (Polish Airplay Top 100) | 42                  |
| Szingapúr (RIAS)                       | 9                   |
| Szlovákia (Singles Digitál Top 100)    | 11                  |
| Svédország (Sverigetopplistan)         | 12                  |
| Svájc (Schweizer Hitparade)            | 13                  |
| Brit kislemezlista (OCC)               | 10                  |
| US Billboard Hot 100                   | 10                  |
| US Mainstream Top 40 (Billboard)       | 34                  |

## Minősítések
| Régió                    | Minősítés    | Példányszám |
| ------------------------ | ------------ | ----------- |
| Ausztrália (ARIA)        | Platinalemez | 70 000      |
| Dánia (IFPI Danmark)     | Aranylemez   | 45 000      |
| Egyesült Államok (RIAA)  | Platinalemez | 1 000 000   |
| Egyesült Királyság (BPI) | Ezüstlemez   | 200 000     |
| Franciaország (SNEP)     | Aranylemez   | 100 000     |
| Olaszország (FIMI)       | Aranylemez   | 35 000      |
| Norvégia (IFPI Norway)   | Aranylemez   | 30 000      |
| Portugália (AFP)         | Aranylemez   | 5 000       |
| Svájc (IFPI Switzerland) | Aranylemez   | 10 000      |
| Új-Zéland (RMNZ)         | Platinalemez | 30 000      |
| Streaming                |              |             |
| Svédország (GLF)         | Aranylemez   | 4 000 000   |

## Kiadások
| Régió            | Dátum                | Formátum                         | Kiadó    | For.   |
| ---------------- | -------------------- | -------------------------------- | -------- | ------ |
| Világszerte      | 2021. szeptember 17. | - digitális letöltés - streaming | Columbia | [ 1 ]  |
| Ausztrália       | 2021. szeptember 17. | kortárs slágerrádió              | Sony     | [ 41 ] |
| Olaszország      | 2021. szeptember 24. | kortárs slágerrádió              | Sony     | [ 42 ] |
| Egyesült Államok | 2021. szeptember 27. | kortárs felnőtt slágerrádió      | Columbia | [ 43 ] |
| Egyesült Államok | 2021. szeptember 28. | kortárs slágerrádió              | Columbia | [ 44 ] |